# Râul Sacramento
Râul Sacramento are o lungime de 607 km fiind unul dintre cele mai lungi fluvii din California, SUA.
El are izvorul în parte de sud a masivului Mount Shasta (4.317 m) în partea sudică a Munților Cascadelor, curge prin Valea Sacramento, la 50 km sud de orașul Sacramento, primește apele râului  San Joaquin River și se varsă pe urmă în golful San Francisco în Pacific. Afluenți mai importanți sunt:  Feather River, McCloud River și Pit Rive, ultimul cel mai lung are 176 km lungime. Râul Sacramento este navigabil de la  Red Bluff, pe o lungime de 300 de km. 
Pe cursul lui se află lângă orașul Shasta Lake, barajul Shasta.

## Localități traversate
- Redding
- Red Bluff
- Chico
- Sacramento